# 二乙基镁
二乙基镁是一种金属有机化合物，化学式为(C2H5)2Mg。

## 制备
溴乙烷和镁在乙醚中反应，得到乙基溴化镁。再向溶液中加入二乙二醇二甲醚，生成溴化镁的加合物沉淀，以得到二乙基镁。镁和二乙基汞的加热反应也能得到产物。

## 性质
二乙基镁在175 °C分解，放出乙烯和少量乙烷，生成氢化镁。